# Grendelbach
Grendelbach är ett vattendrag i Belgien, på gränsen till Luxemburg. Det ligger i den sydöstra delen av landet, 180 km sydost om huvudstaden Bryssel.
Omgivningarna runt Grendelbach är en mosaik av jordbruksmark och naturlig växtlighet. Runt Grendelbach är det tätbefolkat, med 427 invånare per kvadratkilometer.